# حمام قدیمی بیاره
حمام قدیمی بیاره مربوط به سده‌های متأخر دوران‌های تاریخی پس از اسلام است و در شهرستان دنا، بخش مرکزی، دهستان دنا، روستای بیاره واقع شده و این اثر در تاریخ ۳ خرداد ۱۳۸۶ با شمارهٔ ثبت ۱۹۱۳۳ به‌عنوان یکی از آثار ملی ایران به ثبت رسیده است.